# Albert-Schweitzer-Haus (Königsfeld)
Das Albert-Schweitzer-Haus in Königsfeld im Schwarzwald ist Museum, Gedenkstätte und Veranstaltungsort. Es wurde von Albert Schweitzer als Wohnhaus in Auftrag gegeben. 2001 wurde es als Albert-Schweitzer-Haus – Forum für Information und Kommunikation eingeweiht.

## Gebäude
Da Schweitzers Ehefrau Helene durch Gefangenschaft in Frankreich und die Geburt der Tochter Rhena 1919 stark geschwächt und an Tuberkulose erkrankt war, empfahlen Ärzte ihr in einem Höhenluftkurort zu wohnen. Sie entschied sich für das Heilklima Königsfelds, das sie von einem früheren Kuraufenthalt her kannte. Deshalb beauftragte Albert Schweizer den Bau eines Wohnhauses im Luftkurort Königsfeld für seine Familie.
Die Planung übernahm der Stuttgarter Architekt Wilhelm Weigel. Er konzipierte einen eingeschossigen Fachwerkbau mit einem hohen Mansarddach und Schleppgauben. Die Hauswände sind mit Holzschindeln verkleidet. Die Giebelseiten werden durch Stockwerksgesimse horizontal betont. Im Südosten wurde ein zweigeschossiger Queranbau mit Walmdach angefügt. Das Haus wird über den Treppenhausanbau von Nordwesten her über einen vorgesetzten Portikus betreten. Der tragende Balken im Portikus trägt die Inschrift „Albert Schweitzer – 1923 – Helene Bresslau. – Denn wir haben hier keine bleibende Stadt, sondern die zukünftige suchen wir – Eure Lindigkeit lasset kund sein allen Menschen.“ Das Gebäude folgt künstlerisch und ästhetisch in seiner schlichten reduzierten Form der ersten Stuttgarter Schule nach Paul Mebes. Es wurden natürliche regionale Materialien und materialgerechte traditionelle Bauweise eingesetzt. Gemäß Denkmalamt entspricht die Innenausstattung weitgehend dem Originalzustand und ist gut erhalten.

## Geschichte
Am 1. Mai 1923 bezogen das Ehepaar Schweitzer und ihre Tochter Rhena das Haus. Am 19. April 1924 reiste Schweitzer nach Lambarene ab, um das Krankenhaus in Gabun wieder aufzubauen. Von Europa aus unterstützte Helene Schweitzer ihren Mann mit Spendensammlungen für Lambarene und war deswegen auch immer wieder in den Vereinigten Staaten von Amerika. 1929 begleitete sie ihren Mann nach Lambarene, während Rhena im Internat zurückblieb. Allerdings kehrten beide 1930 wieder nach Königsfeld zurück, Helene Schweitzer aus gesundheitlichen Gründen und Albert Schweitzer wegen Vorträgen und Konzerten in Europa. Bei diesem Aufenthalt in Königsfeld schrieb Albert Schweitzer 1930 das Buch „Die Mystik des Apostels Paulus“.
Bis zum Jahr 1933 lebten Mutter und Tochter in Königsfeld. Rhena besucht die Zinzendorfschulen der Königsfelder Brüdergemeine. Da Helene Schweitzers Eltern Juden waren, zogen die beiden 1933 nach Lausanne um, bis Rhena das Abitur abgelegt hatte. 1938 flog Helene Schweitzer in die Vereinigten Staaten und von dort 1939 nach Lambarene und wieder zurück nach Europa. 1940 floh Helene Schweizer mit ihrer Tochter und deren Familie von Paris nach Südfrankreich. Über Portugal und Angola gelangten sie schließlich nach Lambarene.
Nach dem Ende des Nationalsozialismus kehrte Helene Schweitzer 1946 wieder zurück nach Königsfeld und lebte dort bis 1957.

## Museum
In der Ausstellung des Museums wird in sieben Räumen Leben und Werk von Albert und Helene Schweitzer mit moderner Medientechnik präsentiert. Ziel ist es, die Bedeutung des Arztes, Musikers, Philosophen und Theologen für die heutige Zeit erfahrbar zu machen und auch das Wirken seiner Frau zu würdigen.
Neben der Ausstellung organisiert der Albert-Schweitzer-Studienkreis in Königsfeld jährlich Veranstaltungen zu Albert und Helene Schweitzer.

## Albert-Schweitzer-Tage
Jährlich organisiert der Albert-Schweitzer-Studienkreis die Albert-Schweitzer-Tage in Königsfeld. Dabei finden Vorträge zum Leben von Albert und Helene Schweitzer, zu Albert Schweitzers Gedankenwelt, zu aktuellen Gesellschafts- und religiösen Themen statt. Das Programm wird durch musikalische Auftritte ergänzt.